# Aloe lepida
Aloe lepida är en grästrädsväxtart som beskrevs av Leslie Larry Charles Leach. Aloe lepida ingår i släktet Aloe och familjen grästrädsväxter. Inga underarter finns listade i Catalogue of Life.